# Mandy y Lara Sirdah
Mandy Sirdah (en árabe: ماندي سرداح‎) y Lara Sirdah (en árabe: لارا سرداح‎ ) (Gaza, 24 de abril de 1976)son unas hermanas gemelas idénticas palestinas conocidas por su trabajo en fotografía de vida silvestre y observación de aves en la Franja de Gaza. Su objetivo es documentar la vida silvestre y crear conciencia sobre la biodiversidad en Gaza.

## Trayectoria
Mandy y Lara Sirdah han pasado la mayor parte de sus vidas en la Franja de Gaza. Comparten una profunda pasión por la naturaleza y la vida silvestre que comenzó cuando eran niñas. No recibieron educación formal en biología o fotografía.
Su exploración de la vida silvestre comenzó en 2005 cuando observaron un gorrión español en el patio trasero de su casa. Lo fotografiaron con un teléfono viejo y eso despertó su interés en documentar la flora y la fauna de Gaza.
En 2008, las Sirdah adquirieron una cámara digital y decidieron dedicar más tiempo a documentar la vida silvestre de Gaza. En 2012 compraron una cámara Nikon y abrieron cuentas en las redes sociales. Como resultado, se convirtieron en las primeras fotógrafas de vida silvestre en Gaza.
El objetivo principal de las Sirdah es mostrar la belleza del entorno natural y la vida silvestre de Gaza. Buscan desafiar la percepción común de Gaza como un lugar de conflicto y destrucción resaltando su impresionante vida silvestre. A través de su trabajo, han podido documentar una variedad de especies raras de aves y plantas, incluida la avoceta de varios colores, el ostrero euroasiático, el chotacabras europeo, el Ophrys umbilicata, el Hyoscyamus aureus y el Calotropis procera.
Su extenso archivo de la vida silvestre de Gaza se ha convertido en un valioso recurso para académicos, investigadores y archiveros. Las universidades palestinas han integrado su trabajo en programas educativos y de investigación. En 2018, la Universidad de Palestina publicó la primera guía de plantas medicinales de Gaza, que incluye 25 fotografías de las Sirdah.
En 2018, las Sirdah celebraron su primera exposición sobre la vida silvestre de Gaza en la Fundación AM Qattan. El evento atrajo a numerosos expertos y entusiastas del medio ambiente, lo que aumentó aún más la conciencia sobre la biodiversidad de Gaza.
En marzo de 2023, 18 investigadores y observadores de aves, incluidos las Sirdah, publicaron la primera lista de aves de la Franja de Gaza, que incluía 250 especies de aves, lo que representa el 45,4% de las 551 especies de aves que viven en Palestina.
Las Sirdah se han enfrentado a muchos desafíos, incluido el bloqueo israelí, que limita su acceso a diversas áreas con vida silvestre sin explotar. También han tenido dificultades para importar telescopios y telecámaras, que las autoridades israelíes sospechan que tienen usos militares. Por esta sospecha del uso militar para las hermanas Sridah es peligroso llevar binoculares y cámaras en las zonas fronterizas. Muchas de sus exploraciones se autofinancian debido a la falta de apoyo de instituciones u organizaciones.
Mandy y Lara Sirdah siguen comprometidas con su misión de documentar y conservar la vida silvestre de Gaza. Planean compilar y publicar la enciclopedia más extensa sobre la vida silvestre de Gaza hasta la fecha.

## Reconocimientos
En 2019, las Sirdah recibieron el título de "Fotógrafas más importantes de Palestina" por parte de la organización Lady of the Earth Foundation, con sede en Ramallah. Sin embargo, no pudieron recibir el premio debido a las restricciones israelíes.